# Ukrainische Billie-Jean-King-Cup-Mannschaft
|                                                |
| Teilnahmen der ukrainischen Fed-Cup-Mannschaft |

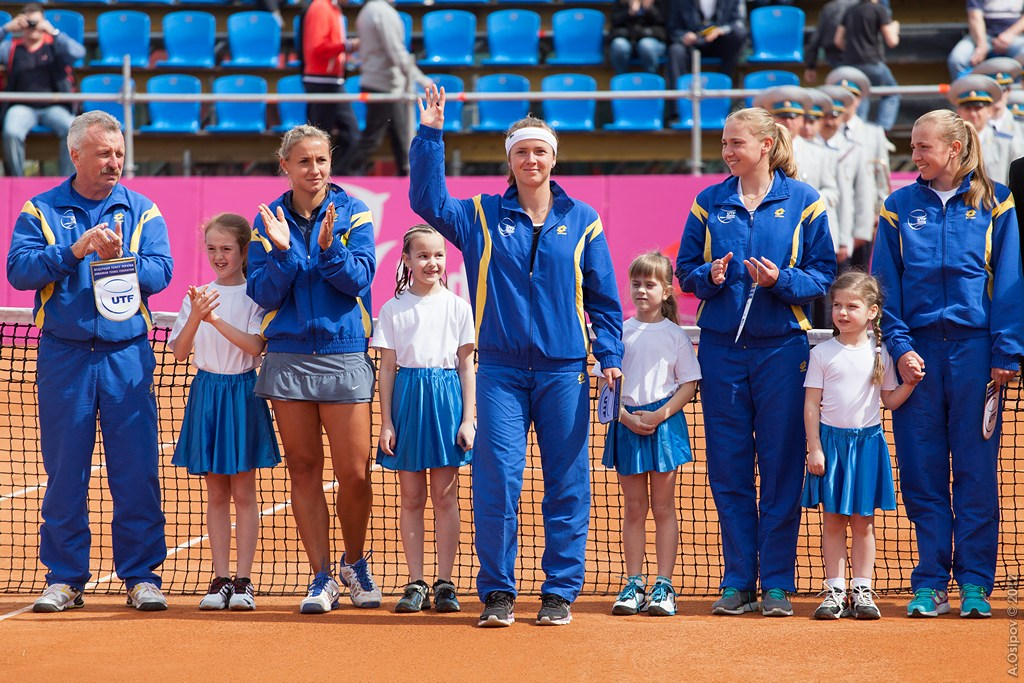
Team der Ukraine 2012 gegen die USA

Die ukrainische Billie-Jean-King-Cup-Mannschaft ist die Tennisnationalmannschaft der Ukraine, die im Billie Jean King Cup eingesetzt wird. Der Billie Jean King Cup (bis 1995 Federation Cup,  1996 bis 2020 Fed Cup) ist der wichtigste Wettbewerb für Nationalmannschaften im Damentennis, analog dem Davis Cup bei den Herren.

## Geschichte
Erstmals am Billie Jean King Cup teilgenommen hat die Ukraine im Jahr 1993. 2009 gelang ihr durch einen 5:0-Sieg in den Play-offs gegen Argentinien erstmals der Sprung in die Weltgruppe. In der ersten Runde verlor das Team dort mit 1:4 gegen Titelverteidiger Italien.

## Teamchefs
- Volodymyr Bogdanov, bis 2010
- Igor Dernovskyi, seit 2011–2013
- Natalija Medwedjewa, 2014–2015
- Mychajlo Filima, 2016–2021
- Olha Sawtschuk, seit 2022[1]

## Spielerinnen der Mannschaft (unvollständig)
| Spielerinnen           | Einsätze | Einsätze | Einsätze   |
| Spielerinnen           | erster   | letzter  | Bilanz S/N |
| ---------------------- | -------- | -------- | ---------- |
| Julija Bejhelsymer     | 2000     | 2013     | 18:13      |
| Aljona Bondarenko      | 2002     | 2010     | 22:12      |
| Kateryna Bondarenko    | 2005     | 2016     | 22:9       |
| Ljudmyla Kitschenok    | 2010     | 2014     | 4:3        |
| Nadija Kitschenok      | 2010     | 2017     | 2:4        |
| Marija Korytzewa       | 2004     | 2010     | 5:5        |
| Kateryna Koslowa       | 2015     | 2015     | 2:0        |
| Wiktorija Kutusowa     | 2010     | 2010     | 0:1        |
| Olha Sawtschuk         | 2004     | 2017     | 21:7       |
| Elina Switolina        | 2012     | 2017     | 10:9       |
| Anastassija Wassyljewa | 2016     | 2016     | 1:0        |